# Ophiopogon dracaenoides
Ophiopogon dracaenoides är en sparrisväxtart som först beskrevs av John Gilbert Baker, och fick sitt nu gällande namn av Joseph Dalton Hooker. Ophiopogon dracaenoides ingår i släktet Ophiopogon och familjen sparrisväxter. Inga underarter finns listade i Catalogue of Life.